# 本·戴维斯 (篮球运动员)
本·杰尔姆·戴维斯（英語：Ben Jerome Davis，1972年12月26日—），美国NBA联盟前职业篮球运动员。他在1996年的NBA选秀中第2轮第14顺位被菲尼克斯太阳选中。